# Courtois-sur-Yonne
Courtois-sur-Yonne és un municipi francès, situat al departament del Yonne i a la regió de Borgonya - Franc Comtat. L'any 2007 tenia 740 habitants.

## Demografia

### Població
El 2007 la població de fet de Courtois-sur-Yonne era de 740 persones. Hi havia 247 famílies, de les quals 47 eren unipersonals (12 homes vivint sols i 35 dones vivint soles), 94 parelles sense fills, 98 parelles amb fills i 8 famílies monoparentals amb fills.
La població ha evolucionat segons el següent gràfic:
Habitants censats

### Habitatges
El 2007 hi havia 279 habitatges, 249 eren l'habitatge principal de la família, 24 eren segones residències i 5 estaven desocupats. 261 eren cases i 5 eren apartaments. Dels 249 habitatges principals, 221 estaven ocupats pels seus propietaris, 26 estaven llogats i ocupats pels llogaters i 2 estaven cedits a títol gratuït; 11 tenien dues cambres, 28 en tenien tres, 54 en tenien quatre i 157 en tenien cinc o més. 195 habitatges disposaven pel capbaix d'una plaça de pàrquing. A 99 habitatges hi havia un automòbil i a 139 n'hi havia dos o més.

### Piràmide de població
La piràmide de població per edats i sexe el 2009 era:
| Homes | Edats   | Dones |
| ----- | ------- | ----- |
| 0     | 95 o +  | 0     |
| 0     | 90 a 94 | 0     |
| 0     | 85 a 89 | 4     |
| 8     | 80 a 84 | 4     |
| 0     | 75 a 79 | 8     |
| 12    | 70 a 74 | 8     |
| 8     | 65 a 69 | 12    |
| 16    | 60 a 64 | 16    |
| 20    | 55 a 59 | 8     |
| 28    | 50 a 54 | 28    |
| 36    | 45 a 49 | 20    |
| 12    | 40 a 44 | 24    |
| 0     | 35 a 39 | 16    |
| 32    | 30 a 34 | 12    |
| 16    | 25 a 29 | 24    |
| 0     | 20 a 24 | 16    |
| 20    | 15 a 19 | 16    |
| 28    | 10 a 14 | 24    |
| 24    | 5 a 9   | 20    |
| 0     | 0 a 4   | 12    |

## Economia
El 2007 la població en edat de treballar era de 497 persones, 347 eren actives i 150 eren inactives. De les 347 persones actives 322 estaven ocupades (174 homes i 148 dones) i 25 estaven aturades (11 homes i 14 dones). De les 150 persones inactives 55 estaven jubilades, 36 estaven estudiant i 59 estaven classificades com a «altres inactius».

### Ingressos
El 2009 a Courtois-sur-Yonne hi havia 251 unitats fiscals que integraven 665,5 persones, la mediana anual d'ingressos fiscals per persona era de 20.566 €.

### Activitats econòmiques
Dels 19 establiments que hi havia el 2007, 1 era d'una empresa de fabricació de material elèctric, 1 d'una empresa de fabricació d'altres productes industrials, 4 d'empreses de construcció, 3 d'empreses de comerç i reparació d'automòbils, 3 d'empreses de transport, 1 d'una empresa d'hostatgeria i restauració i 6 d'empreses de serveis.
Dels 3 establiments de servei als particulars que hi havia el 2009, 2 eren paletes i 1 guixaire pintor.
L'any 2000 a Courtois-sur-Yonne hi havia 3 explotacions agrícoles.

## Equipaments sanitaris i escolars
El 2009 hi havia 1 escola maternal integrada dins d'un grup escolar amb les comunes properes formant una escola dispersa i 1 escola elemental integrada dins d'un grup escolar amb les comunes properes formant una escola dispersa.

## Poblacions més properes
El següent diagrama mostra les poblacions més properes.